# (58158) 1989 RA
1989 أر أي (ويعرف أيضًا باسم (58158) 1989 أر أي وفق تسمية الكوكب الصغير) (بالإنجليزية: 1989 RA)‏ هو كويكب ضمن حزام الكويكبات؛ وترتيبه 58158 من حيث الاكتشاف.
اكتُشف هذا الجُرم الفلكي بواسطة باميلا إم كيلمارتن في 1 سبتمبر 1989.

## وصلات خارجية
- (58158) 1989 RA في قاعدة بيانات مختبر الدفع النفاث لأجرام النظام الشمسي الصغيرة

- الاكتشاف · مخطط المدار ·  العناصر المدارية · المعلمات المادية

- (58158) 1989 RA على موقع ويكي سكاي: DSS2, SDSS, GALEX, IRAS, Hydrogen α, X-Ray, Astrophoto, Sky Map, Articles and images